# Reformierte Kirche Rapperswil

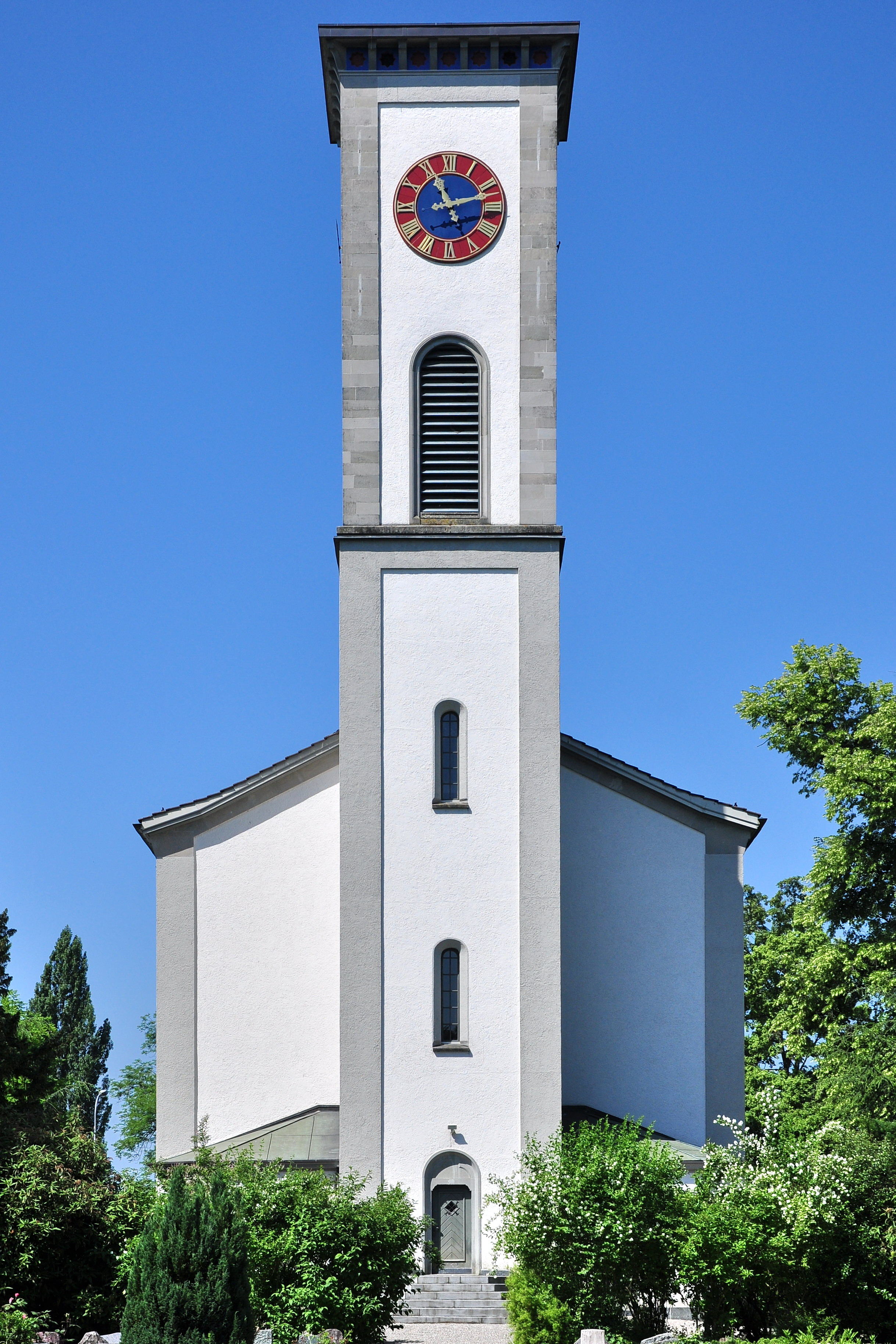
Die Reformierte Kirche in Rapperswil, Ansicht vom Friedhof

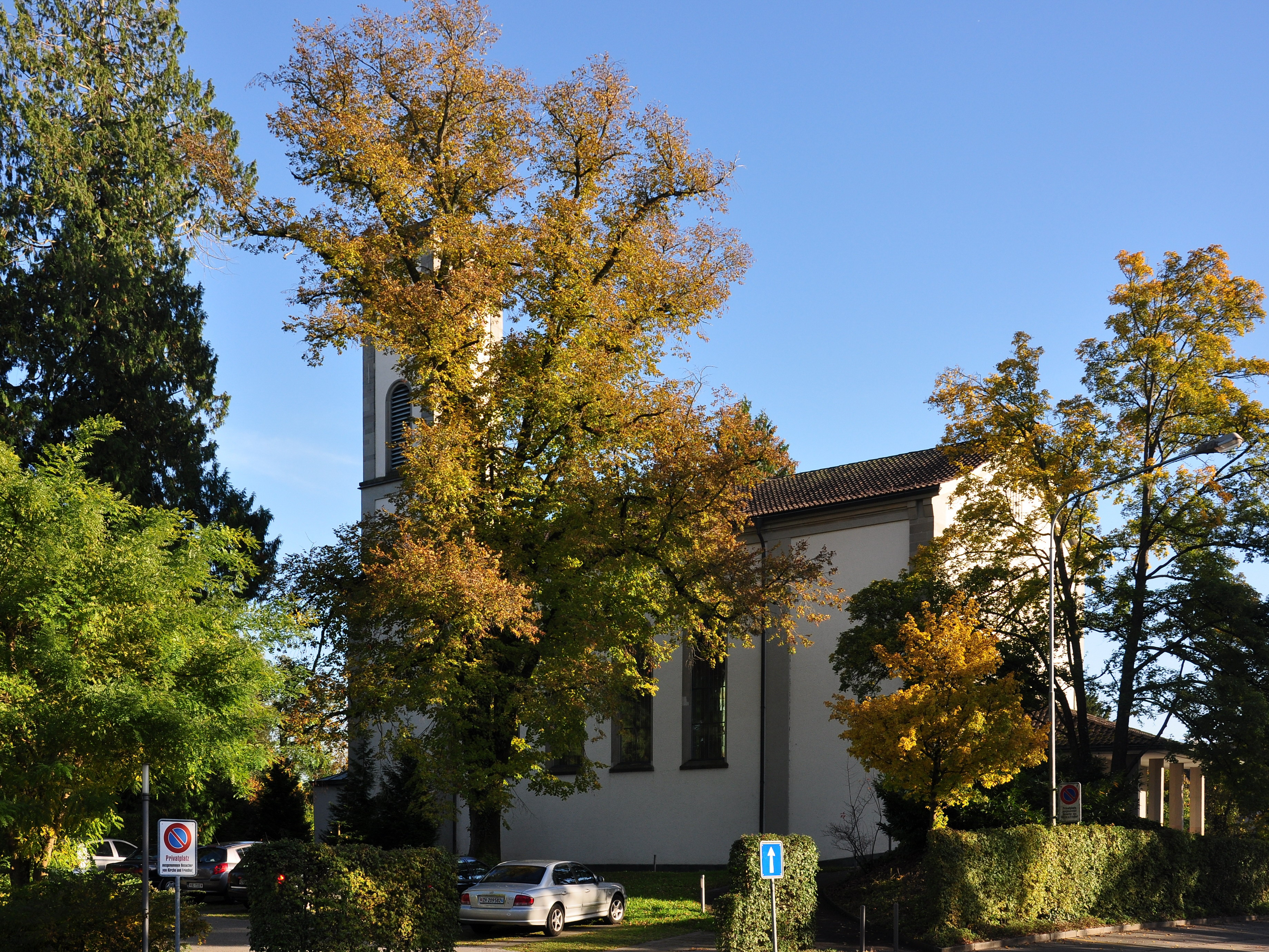
Ansicht von der Zürcherstrasse

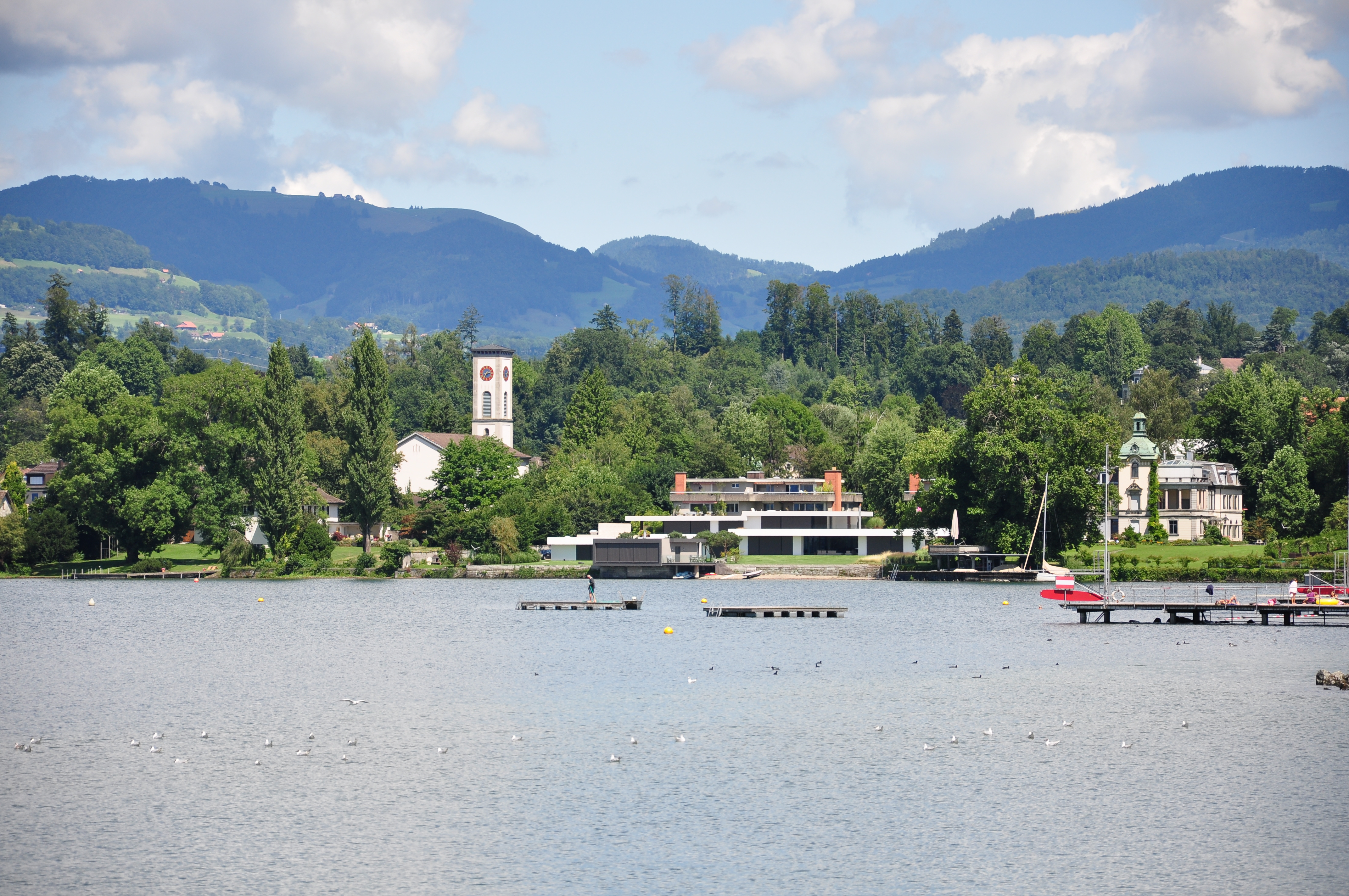
Blick vom Lindenhof auf die Kirche an der Kempratner Bucht

Die Reformierte Kirche Rapperswil ist eine evangelisch-reformierte Kirche in Rapperswil, einem Ortsteil der Schweizer Gemeinde Rapperswil-Jona im Kanton St. Gallen.

## Lage
Die Kirche liegt ausserhalb der Altstadt von Rapperswil an der Zürcherstrasse, stadtauswärts Richtung Kempraten an der Kempratner Bucht. Der Friedhof ist Teil einer Gartenanlage mit Zierbrunnen, die den Kirchenbau an den Strassen-abgewandten Seiten umgibt.

## Geschichte der Kirchgemeinde
Seit ihrer Gründung im Jahr 1838 bildete die evangelisch-reformierte Kirchgemeinde Rapperswil-Jona eine Einheitsgemeinde mit Rapperswil und Jona – die beiden Städte Rapperswil und Jona fusionierten erst 2006 zur Gemeinde Rapperswil-Jona. Am 2. September 1838 wurde Pfarrer C. M. Wirth in sein Amt eingesetzt. Zu den Gönnern der Kirchgemeinde zählten die Fabrikanten Albert Brändlin-Staub, Schwiegersohn von Johann Jakob Staub und Teilhaber der Spinnerei Brändlin, Johannes Hürlimann und Johann Heinrich Bühler-Honegger, Gründungsmitglied der Südostbahn und Initiator der „Bühler-Allee“ zwischen dem Endingerturm und dem Haldenturm um den Rapperswiler Schlosshügel. Mit der Kantonsverfassung von 1862 erhielt die evangelische Kirchgemeinde das Steuerrecht. Zum 50-Jahr-Jubiläum wurde ein eigener Kirchenchor gegründet. 1936 konnte ein drei Meter breiter Landstreifen an der Zürcherstrasse zum Schutz der Parkanlagen zum Vorzugspreis von sieben Schweizer Franken pro Quadratmeter von der Ortsgemeinde Rapperswil erworben werden. Das Areal Bürkligut und die Liegenschaft Alter Pfauen mit Parkanlagen wurden von den Donatorinnen Julie und Nanny Bürkly der Kirchgemeinde überlassen; hier entstand das evangelische Kirchgemeindehaus Rapperswil. 1945 konnte die Liegenschaft Humbel für das Pfarrhaus an der Kirchstrasse 46 erworben werden.
1950 weihte die evangelische Schulgemeinde das Schulhaus Hanfländer ein. 1963 wählte die Kirchgemeinde Pfarrerin Martha Stuber von Biberist zur ersten vollamtlichen Pfarrerin im Kanton St. Gallen. Mit dem 1968 erteilten Frauenstimmrecht wählte die Gemeinde 1970 erstmals zwei Frauen in die Vorsteherschaft. 1972 bewilligte die Kirchenvorsteherschaft den Bau des am 30. November 1976 eingeweihten Evangelischen Kirchenzentrums Jona, zu einem Gutteil finanziert durch Gönnerschaften von Gemeindemitgliedern. 1979 erfolgte die Erneuerung des Kirchgemeindehauses in Rapperswil, 1986 die des Pfarrhauses. Bis 1922 war die Gemeinde auf über 760 Mitglieder angewachsen, 1946 auf 3000, 1962 auf rund 6200, 1982 auf etwa 6900, und 2013 hatte die Kirchgemeinde rund 7000 Mitglieder.

## Baugeschichte
1839 begann der Bau für die Kirche an der Zürcherstrasse durch die freiwillige Mitarbeit von Gemeindemitgliedern, und bereits Ende August 1840 konnte das Richtfest gefeiert werden. Dank zwei grosszügigen Gönnern, den Fabrikanten Albert Brändlin-Staub und Johannes Hürlimann, konnten die Schulden der Kirchgemeinde für den Bau der Kirche rasch getilgt werden. 1870 übernahm Nationalrat Heinrich Bühler-Honegger, Leiter der Maschinenfabrik Rüti, das Kirchenpräsidium: Dank seinen grosszügigen Spenden konnte die notwendige Kirchenrenovation vorgenommen wurden, eine Gesamtrenovation wurde in den 1950er-Jahren durchgeführt. 1964 wurde das neue Kirchgemeindehaus Rapperswil eingeweiht und die Kirche um eine Leichenhalle erweitert.

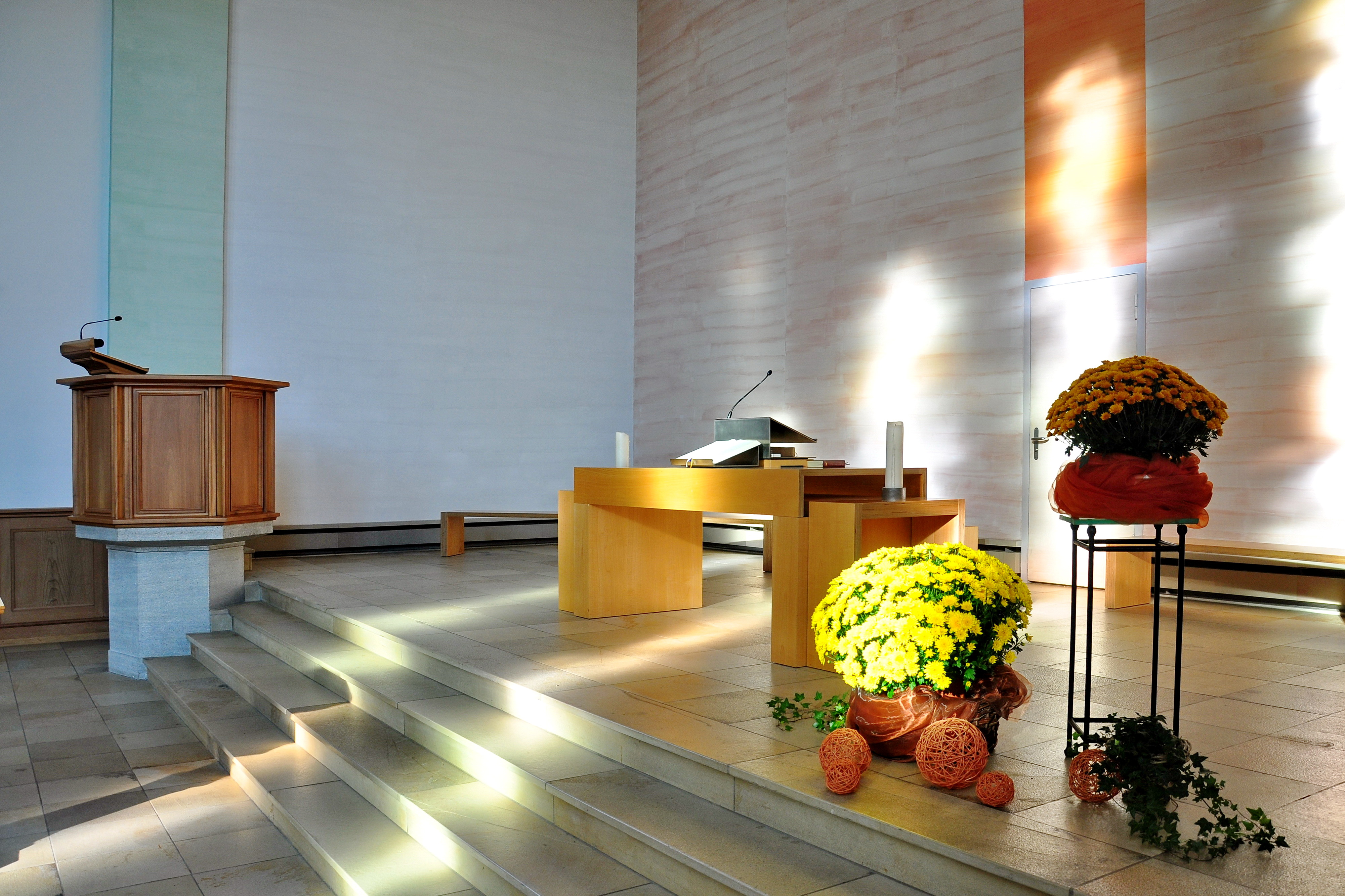
Innenansicht
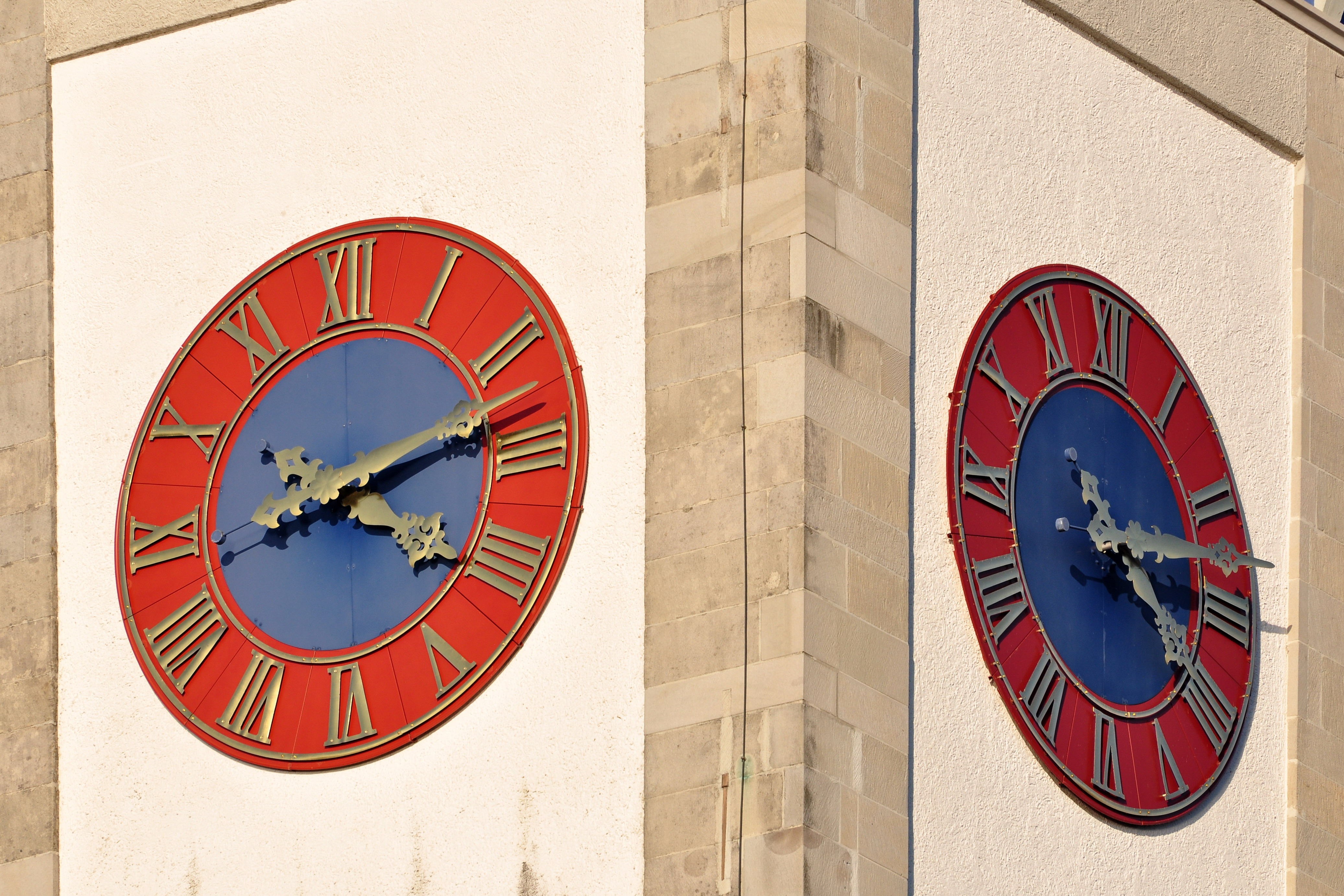
Die weithin sichtbare Turmuhren
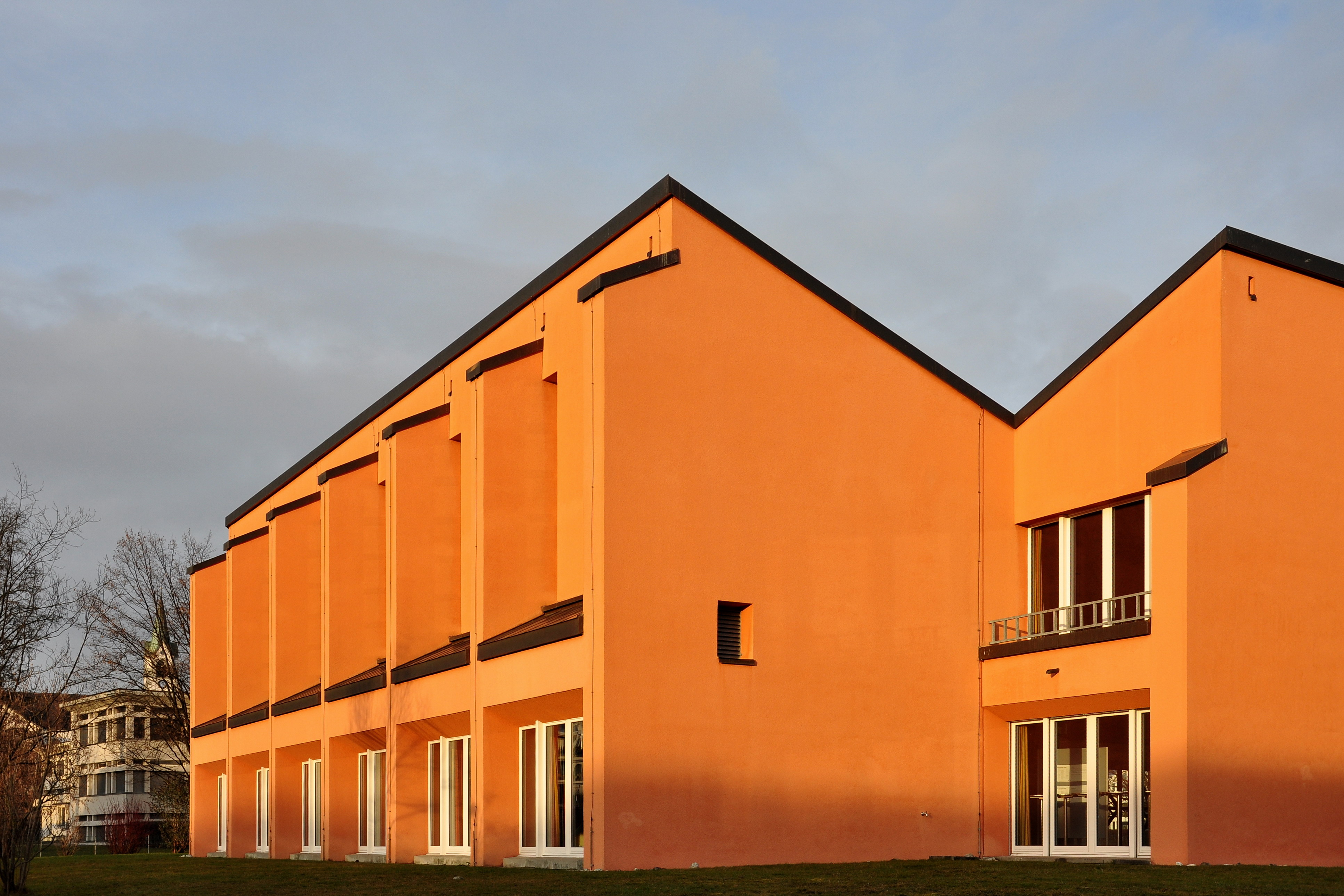
Kirchgemeindehaus Jona
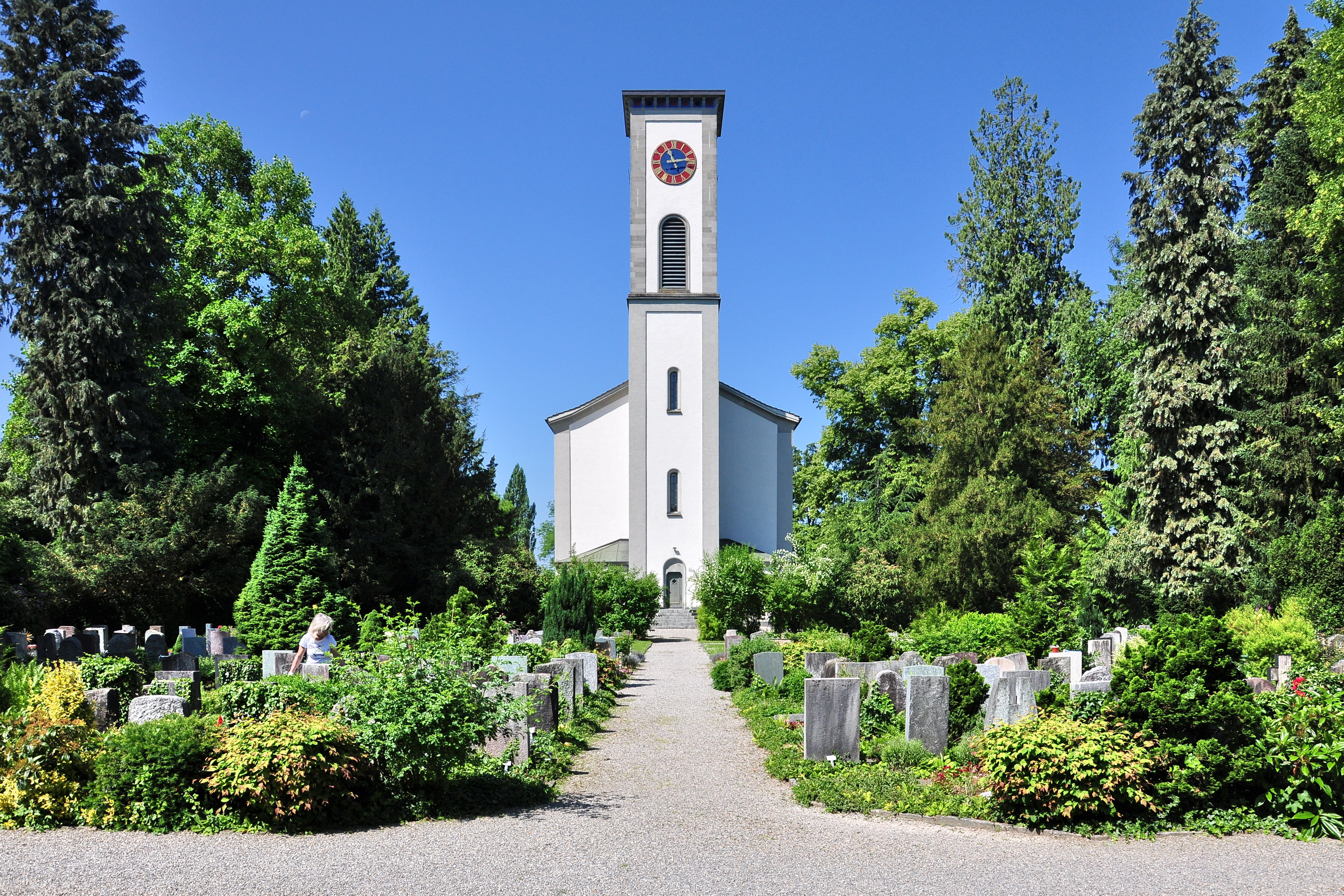
Friedhof